# Катепсин C
Катепсин C (англ. Cathepsin S), также известный как CTSS, — белок, который у человека кодируется геном CTSS.
Протеин, кодируемый этим геном — член семейства пептидов C1, которое может участвовать в деградации антигенных белков до пептидов, презентируемых молекулами главного комплекса гистосовместимости класса II.
Белок, кодируемый в альвеолярных макрофагах может функционировать как эластаза в широком диапазоне рН. Транскрипционные варианты возникают благодаря различным сигналам полиаденилирования, существующим в данном гене..
Было продемонстрировано, что катепсин C является показательным долгосрочным фактором, влияющим на жизнеспособность пациентов с Астроцитомой типа IV (мультиформной глиобластомы), и его подавление дало продление срока жизни в среднем на 5 месяцев. Это вызвано тем, что цистеиновые протеиназы не могут больше действовать совместно с другими протеиназами, деградируя внеклеточный матрикс мозга. Таким образом прекращается распространение опухоли.
По последним данным, повышенное содержание катепсина C в крови человека сигнализирует о его естественной смерти в течение ближайших 10 лет от болезней сердца или от рака.